# Frederik Magle
Frederik Magle (17 d'abril de 1977, Stubbekøbing, Dinamarca) és un compositor, organista i pianista danès. Estudià composició i teoria musical amb Leif Thybo i assistí a l'Acadèmia Reial de Música de Dinamarca, on estudià composició i òrgan. És famós pels seus treballs per a la família reial de Dinamarca, com els que va fer per al bateig del príncep Nicolau el 1999, el bateig del príncep Fèlix el 2002 i una suite simfònica Cantabile, basada en poemes del príncep Enric el 2004.
El seu estil musical pot caracteritzar-se com a generalment melòdic, mentre que manté alguns elements d'atonalitat.
Frederik Magle creà el disseny tonal per a un nou orgue de tubs de 21 veus a l'església de Jørlunde, que fou inaugurada l'octubre del 2009.

## Selecció d'obres
- 30 himnes (1985)
- "We Are Afraid", cantata per a cor, flauta, clarinet, percussions, cordes, piano, i orgue (1988)
- Simfonia per a orgue N. 1 (1990)
- Simfonia per a orgue N. 2 "Let there be light" (1993)
- "The song is a fairytale”, 20 cançons basades en contes de fades de Hans Christian Andersen (1993)
- Concert per a orgue i orquestra "The infinite second" (1994)
- Simfonia "Lego Fantasia" per a piano i orquestra, encarregada pel grup LEGO (1995–96)
- "A newborn child, before eternity, God!" Cantata de Nadal, per a banda de metalls, cor, solistes, orgue i percussions (1996)
- "Light on your path" per a orgue i quintet de metalls, escrita per al bateig del príncep Nicolau (1999)
- The Hope per a banda de metalls, cor, orgue i percussions, escrita en memòria de la batalla de Copenhaguen (2001)
- "Phoenix" per a cor mixt i orgue o piano de quatre mans (2003)
- Suite simfònica Cantabile consistent en tres poemes simfònics per a orquestra, cor i solistes (2004–2009)

## Discografia
- 1993 Sangen er et eventyr (La cançó és un conte de fades). Thomas Eje, The Danish Boys' Choir, Trio Rococo, Niels Lan Doky, Niels-Henning Ørsted Pedersen, Alex Riel. BMG 74321 24537-2
- 1994 The Infinite Second (El segon infinit). Latvian Philharmonic Chamber Orchestra, Dzintars Josts, Frederik Magle (Órgano en la Catedral de Riga). EMI Classics 5555972
- 1997 Et nyfødt barn, før evighed, Gud! (Un nadó, abans de l'eternitat, Déu). Cantata de Navidad. EMI Classics 5565942
- 1998 Symphonic Lego Fantasia. Orquestra Filharmònica de Londres, David Parry, Frederik Magle (piano). Lanzado para el grupo LEGO.
- 1999 Cæciliemusik (Música per a Santa Cecília). Danacord DACOCD 520
- 2000 Lys på din vej (Llum al teu camí). Frederik Magle (piano i orgue), The Brass Ensemble of the Royal Danish Guards, Danish National Chamber Orchestra, Frans Rasmussen. EMI Classics 5571152
- 2004 Kosmos. ClassicO CLASSCD 478
- 2005 Søværnet Ønsker God Vind (La Marina Nacional Danesa els desitja un bon viatge). Banda Naval de la Reialesa Danesa. Publicat per a la Marina Reial Danesa (2005)
- 2005 Hymne til Sofia (Himne a Sofia). John Tchicai, Peter Ole Jørgensen, Frederik Magle. Calibrat CALI012[4]
- 2010 Like a Flame. Frederik Magle (improvisacions d'orgue). Proprius Music PRCD 2061[5]
- 2011 Elektra. Amb música simfònica de Frederik Magle a l'àlbum de Suspekt. Universal Music/Tabu Records.